# 孔多里山 (普伊卡區)
14°53′09″S 72°28′22″W / 14.88583°S 72.47278°W
孔多里山（Kunturi），是秘魯的山峰，位於該國南部阿雷基帕大區，由拉烏尼翁省的普伊卡區負責管轄，屬於萬索山脈的一部分，海拔高度5,000米。